# سالپی (نام کوچک)
سالپی (به ارمنی: Սալբի) نام کوچک زنانه رایج در میان ارمنیان می‌باشد. ممکن است به یکی از موارد زیر اشاره داشته باشد:
- سالپی
- سالپی